# فيتور داماس
فيتور داماس (بالبرتغالية: Vítor Damas‏)، من مواليد 8 أكتوبر 1947، وتوفي في 10 سبتمبر 2003، لاعب كرة قدم برتغالي سابق.
لعب مع منتخب البرتغال لكرة القدم.

## مسيرته الكروية
لعب فيتور داماس خلال مسيرته الاحترافية مع 4 أندية في ثلاثة وعشرون موسمًا ولم يسجل خلالها أي هدف ضمن 548 مباراة. حيث فاز في ثلاثة مواسم بالكأس وفي موسمين بالدوري.
خاض فيتور داماس مسيرته مع نادي سبورتينغ لشبونة في موسم 1966–67 في المرة الأولى ليلعب معه عشرة مواسم ثم في موسم 1984–85 ليلعب معه خمسة مواسم، مشاركًا طوالها في 332 مباراة ولم يسجل أي هدف. ثم انتقل إلى نادي راسينغ سانتاندير في موسم 1976–77 ليلعب معه أربعة مواسم، حيث شارك في 131 مباراة ولم يسجل أي هدف أيضًا. لينتقل بعدها إلى نادي فيتوريا دي غيماريش في موسم 1980–81 ولمدة موسمين، مشاركًا في 33 مباراة ولم يسجل أي هدف أيضًا. ثم انتقل إلى نادي بورتيمونينسي في موسم 1982–83 ولمدة موسمين، مشاركًا في 52 مباراة ولم يسجل أي هدف أيضًا.

## روابط خارجية
- فيتور داماس على موقع الاتحاد الدولي (مؤرشف)  (الإنجليزية)
- فيتور داماس على موقع ناشيونال فوتبول تيمز (الإنجليزية)